# Nürings (Adelsgeschlecht)

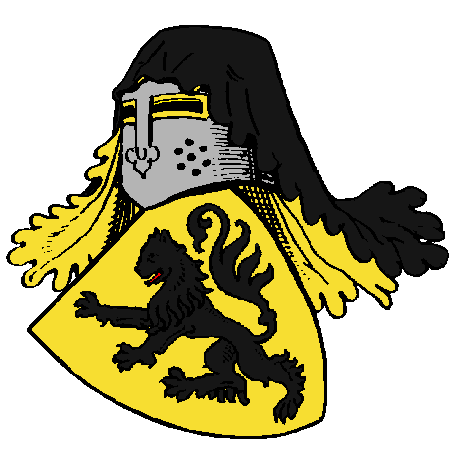
Wappen der Grafen von Nürings

Die Grafen von Nürings (seltener: Herren von Nürings) waren ein Adelsgeschlecht, das im Mittelalter vorwiegend im Taunus, am Mittelrhein und dem heutigen Rhein-Main-Gebiet begütert war. Zur Zeit der Salier gehörten sie neben den Herren von Hagen-Münzenberg zu den bedeutendsten Territorialherren der Region. Ihr Aussterben im Jahr 1171 ermöglichte es den Staufern, das Reichsgut in der Wetterau zu erweitern, was unter anderem durch die Gründung der Pfalz Gelnhausen und der Burggrafschaft Friedberg dokumentiert wird.

## Geschichte

### Herkunft
Der Name des Geschlechts ist erstmals 1108 bezeugt, vorherrschende Namensform in den Urkunden ist Nůringes oder Nuringes. Durch frühere Urkundennennungen ohne diesen Namen sowie Besitz- und Verwandtschaftsverhältnisse lässt sich das Geschlecht genealogisch sehr viel weiter zurückverfolgen, doch sind die Zusammenhänge hypothetisch und teilweise umstritten. Vielleicht stammt das Geschlecht sogar von den Konradinern ab. Als gesichert gilt eine enge Verwandtschaft zu den Emichonen, mit denen sie zusammen mehrfach in Mainzer Urkunden genannt werden. Der Leitname Berthold erscheint zunächst im Nahe- und Trechirgau mit Graf Berthold als Gründer des Klosters Ravengiersburg (1074) und wird später zweimal mit Berthold von Stromburg (Vater und Sohn) bei den Emichonen weitergeführt. Diese treten in Urkunden des Klostergründers als Zeugen auf, 1090 gemeinsam. Da er kinderlos starb, muss es sich um seinen Neffen gehandelt haben.

### Grafschaft Malstatt
Berthold, Gründer des Klosters Ravengiersburg, ist vermutlich identisch mit einem Grafen Berthold, der erstmals 1036 in der Wetterau erwähnt wird. Hier übten seit dem 9. Jahrhundert die Konradiner die Grafenrechte aus. Mit dem Tod des letzten Wetterauer Konradinergrafen Otto von Hammerstein 1036 fiel das Lehen an das Reich zurück und konnte vom salischen König Konrad II. neu vergeben werden. Sein Nachfolger Heinrich III. schenkte die Grafschaft 1043 dem Kloster Fulda. Graf Berthold tritt zwischen 1046 und 1064 als Inhaber der Grafschaft auf, dazu 1057 und 1063 als Graf im Niddagau sowie 1064 im Maingau und der Wetterau. Die erhebliche Erweiterung des Besitzes dürfte auf seine hohe Position als enger Vertrauter König Heinrichs IV. zurückzuführen sein. Außerdem fungierte er als Vogt der Klöster Lorsch und Ravengiersburg.
Die neue Vergabe des Lehens dürfte zum einen dem Zweck gedient haben, Erbschaftsansprüche der Konradiner zu verhindern, zum anderen den bedeutenden Besitz an treue und bewährte Vasallen der Salier zu vergeben. Nach Bertholds Tod folgte ihm sein wahrscheinlicher Neffe Berthold von Stromburg, der sich erstmals am 11. Mai 1108 als Graf von Nürings bezeichnete.
Der Umfang der Grafschaft Malstatt wird aus den Quellen nicht recht deutlich. Ortsbelege weisen im Nordwesten auf das Usinger Becken, im Norden das heutige Friedberg, im Nordosten Altenstadt, im Süden auf das Gebiet um die Reichsstadt Frankfurt am Main mit der Grafschaft Bornheimer Berg, also eine territoriale Einheit in der südlichen Wetterau.
Lebensdaten Bertholds I. sind nur wenige bekannt. Aus zahlreichen Zeugenschaften in Urkunden, vornehmlich des Mainzer Erzbischofs und der salischen Könige, lässt sich eine häufige Anwesenheit am königlichen Hof nachweisen. Er hatte mindestens drei Kinder, nämlich die Söhne Berthold II. und Siegfried I. sowie eine Tochter (unsicher, altersmäßig eventuell auch seine Schwester) namens Luitgard. Diese heiratete Volkold II. von Malsburg und brachte Nüringser Besitz in die Ehe ein. Dieser Ehe entstammten die Grafen von Nidda, die auch den Leitnamen Berthold übernahmen.

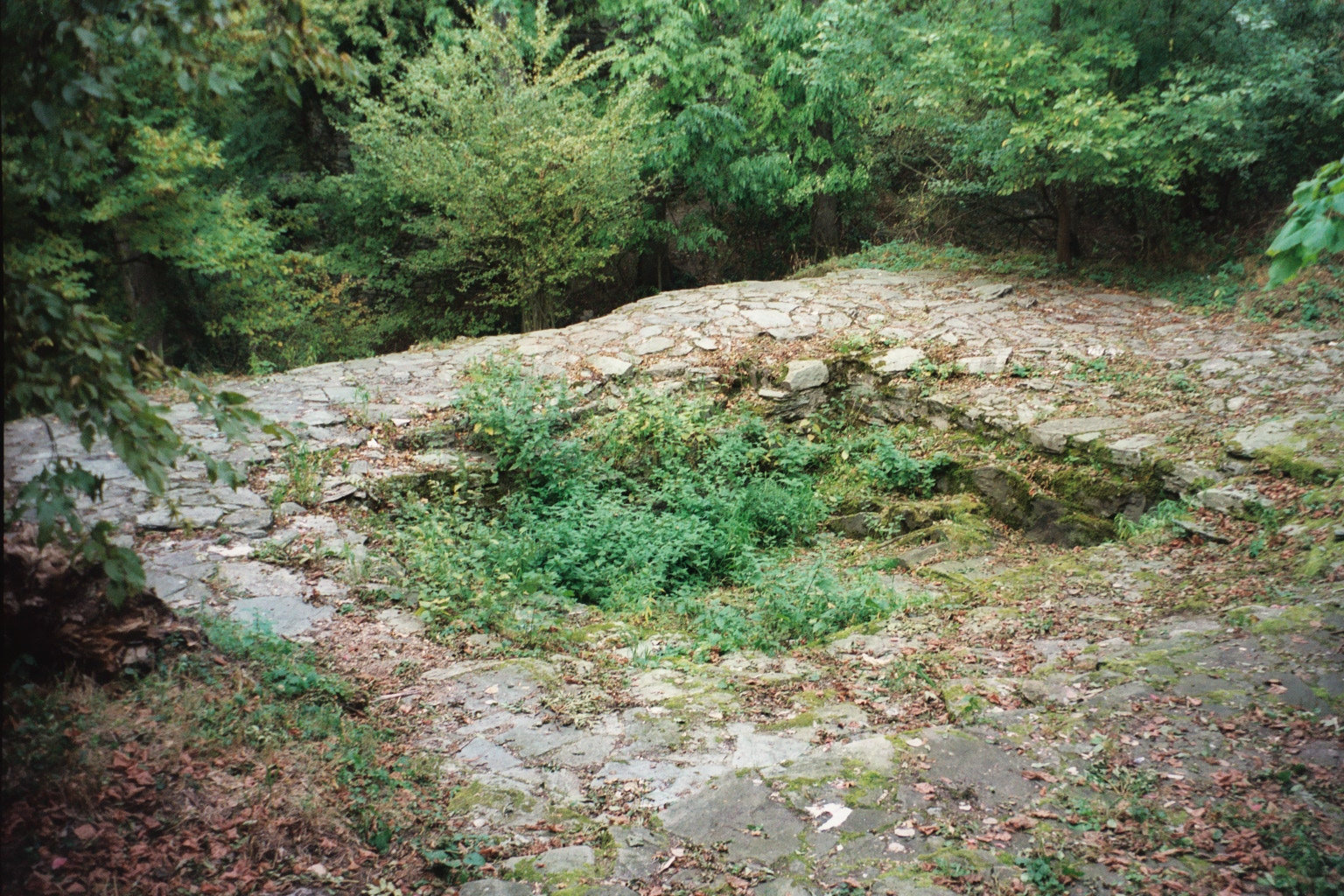
Turmstumpf der Burg Nürings.

### Nachfolger Bertholds I.
Auch den Nüringsern gelang es, ihren Besitz durch Rodung im Taunus um die Burg Nürings auszuweiten. Der quadratische Wohnturm (12 × 12 m) der älteren Burg in Nachbarschaft zur Burgruine Falkenstein gilt trotz seiner bescheidenen Ausmaße bislang als frühes Herrschaftszentrum.
Auf Berthold I. folgten seine Söhne Berthold II. und Siegfried I. Sie treten erstmals 1124 in einer Urkunde des Mainzer Erzbischofs Adalbert I. auf. In der Folgezeit pflegen auch sie ausweislich der Urkunden gute Beziehungen zum Mainzer Erzbischof und zahlreichen Adligen der Wetterau. Besonders auffällig ist eine häufige gemeinsame Zeugenschaft mit den Herren von Buchen, Dammo und Siegebodo, den mutmaßlichen Erbauern der Burgen Wachenbuchen und Hanau und Vorfahren der Herren von Hanau, obwohl kein Verwandtschaftsverhältnis erkennbar ist. Zeugenschaften am königlichen Hof sind seltener, aber ebenfalls belegt. Offenbar hatten beide den Amtsbereich ihres Vaters aufgeteilt.
Über ihre Familienverhältnisse ist nichts bekannt. Sicher ist nur, dass einer von ihnen drei Söhne hatte: Gerhard, Siegfried II. und Burkhardt. Siegfried II. begegnet nur 1149 und scheint in jungen Jahren verstorben zu sein. Burkhardt schlug eine geistliche Laufbahn ein und wurde 1166 Abt von Hersfeld und 1168 Abt von Fulda. Damit hatte die Familie Zugang zu höchsten Ämtern erlangt. Graf Gerhard von Nürings wurde zu einer der einflussreichsten Persönlichkeiten seiner Zeit in der Wetterau. Urkunden belegen, dass er dem Mainzer Erzbischof sehr nahestand und sich häufig in dessen Nähe aufhielt. Mit der Gründung des Klosters Retters stiftete er 1146 zeitgemäß ein Hausstift zum Seelenheil seiner Familie. Ab 1154, verstärkt ab 1164 ist er als Zeuge in Urkunden Kaiser Friedrichs I. greifbar.
Gerhard dürfte wahrscheinlich nicht mehr in einer einfachen Turmburg residiert haben. Eine Urkunde nennt ihn comes Gerhardus de Redelenheim, doch liegen über die spätere Reichsburg Rödelheim keine Informationen aus dieser Zeit vor. Zu überlegen ist auch, ob er über die Burg Eppstein als Herrschaftssitz verfügte, die nach dem Aussterben der Nüringser an die Herren von Hainhausen fiel.

### Aussterben und Erbschaft
Mit Gerhard von Nürings starb das Geschlecht nach 1171 aus. Bisher wurde meist dieses Jahr als letzter Beleg in der Literatur angeführt. Eine Urkunde aus dem Jahr 1195, in der ein Gerardus comes de Nuringes für Heinrich VI. in Trani (Apulien) als Zeuge genannt wird, unter anderem zusammen mit Hartmann von Büdingen, widerspricht dem. Ob es sich dabei um eine fehlerhafte Zuweisung handelt oder der Graf mehr als 20 Jahre nicht urkundete, ist ungeklärt. Denkbar ist etwa die Teilnahme an einem Kreuzzug.
Der Besitz der Grafen von Nürings fiel an die Herren von Hagen-Münzenberg, die Herren von Eppstein, die Grafen von Sponheim und die Herren von Bolanden. Wesentliche Teile fielen an den König und das Reich zurück, da die Grafen von Nürings vielfach als Zwischenlehensträger auftraten. In der Wetterau starben in der gleichen Zeit weitere Grafengeschlechter aus, die Grafen von Bernbach 1160 sowie die Grafen von Selbold-Gelnhausen um 1160. Den staufischen Herrschern ermöglichte dies eine Veränderung der bisherigen Lehnsvergabe. Anstatt die Lehen an bedeutende Vasallen zu vergeben, versuchten die Staufer, die Wetterau als Reichsgut zu erwerben, was durch die Gründung von Pfalzen (Pfalz Gelnhausen), Reichsburgen (Burg Friedberg) oder den Ausbau von Reichsstädten (Frankfurt am Main, Wetzlar) unterstützt wurde. Die Verwaltung wurde nun kleineren, stärker abhängigeren Ministerialen und Edelfreien wie den Münzenbergern oder den Herren von Büdingen übertragen. Bis in die Neuzeit hat die Wetterau aber nicht mehr die territoriale Einheit erreicht, welche die Grafschaft Malstatt unter den Grafen von Nürings besaß.

## Wappen
Ein schwarzer Löwe auf goldenem Grund.